# 笹本裕
笹本 裕（ささもと ゆう、1964年9月4日 - ）は、日本の実業家。株式会社ドリーム・フォー代表取締役。元Twitter Japan株式会社代表取締役。元MTVジャパン株式会社代表取締役社長兼CEO。元マイクロソフト株式会社執行役常務。

## 経歴
- 1964年　タイのバンコク生まれ。
- 1988年　獨協大学法学部卒業、株式会社リクルート入社
- 1999年　株式会社クリエイティブ・リンク取締役COOに就任
- 2000年　MTVジャパン株式会社取締役COOに就任
- 2001年　MTVジャパン株式会社代表取締役副社長に就任
- 2002年　MTVジャパン株式会社代表取締役社長兼CEOに就任
- 2007年　マイクロソフト株式会社入社、執行役オンラインサービス事業部事業部長に就任
- 2008年　マイクロソフト株式会社入社、常務執行役オンラインサービス事業部事業部長に就任
- 2008年　マイクロソフトPte Ltd, コンシューマ＆オンラインマーケティング事業アジア太平洋地域統括マーケティング・オフィサーに就任
- 2009年　マイクロソフト株式会社常務執行役コンシューマ＆オンラインマーケティングオフィサーに就任
- 2009年　マイクロソフトPte Ltd, コンシューマ＆オンラインマーケティング事業・東南アジア地域GM兼アジア太平洋地域統括責任者に就任
- 2011年　株式会社ドリーム・フォー代表取締役社長CEOに就任
- 2014年2月　Twitter Japan株式会社代表取締役に就任、2023年退任。[1]
- 2023年6月　株式会社KADOKAWA、株式会社サンリオ、吉本興業ホールディングス株式会社（社外取締役就任）、ユニークビジョン株式会社（経営顧問就任）
- 2024年2月　DAZN Japan Investment合同会社（最高経営責任者・CEO）就任
- 2024年6月　吉本興業ホールディングス株式会社（社外取締役退任）

## 人物
現在、日本初のデジタルポイントで応援ができるクラウドファンディングサービス「WESYM」を創業している。
NHK「クローズアップ現代プラス」のインタビューにてヘイトスピーチを「存在自体は社会の一つの側面。社会がそれを変えていくようになれば」と発言をしている。